# Rolf Kurz (Politiker)
Rolf Kurz (* 17. Januar 1935 in Fellbach; † 18. September 2018 ebenda) war ein deutscher Unternehmer und Politiker (CDU). Er war von 1984 bis 2006 Abgeordneter im Landtag von Baden-Württemberg.

## Leben
Kurz besuchte das Gymnasium in Fellbach, das er mit der Mittleren Reife verließ. Im Anschluss absolvierte er eine kaufmännische Lehre in einem Unternehmen der Verkehrswirtschaft und besuchte daneben eine Wirtschaftsschule. Ab 1968 war er als selbständiger Unternehmer tätig, zuletzt als Alleingesellschafter und Geschäftsführer einer Firmengruppe, die sich aus den Unternehmen KURZ Aviation Service – Business-Aviation-Center – Stuttgart GmbH und der KURZ-Autovermietung GmbH, beide mit Sitz in Stuttgart, zusammensetzte. Des Weiteren war er Inhaber einer Einzelunternehmung zur Vermietung und Verpachtung eigener Liegenschaften sowie Geschäftsführender Gesellschafter einer Grundstücksverwaltungsgesellschaft.
Kurz war von 1962 bis 1966 Kreisvorsitzender der Jungen Union und von 1991 bis 2000 Vorsitzender der CDU im Rems-Murr-Kreis. Er war von 1971 bis 1989 Mitglied des Gemeinderates der Stadt Fellbach, dort 15 Jahre Vorsitzender der CDU-Gemeinderatsfraktion und zeitweise Stellvertreter des Oberbürgermeisters. Dem Kreistag des Rems-Murr-Kreises gehörte er von 1980 bis 1992 an, von 1986 bis 1992 war er stellvertretender Kreisvorsitzender.
Bei den Landtagswahlen 1984, 1988, 1992, 1996 und 2001 wurde Kurz jeweils in den Landtag von Baden-Württemberg gewählt. Dabei gewann er stets das Erstmandat im Wahlkreis 15 (Waiblingen). Im Landtag war er von 1991 bis März 1996 stellvertretender Vorsitzender und von 1992 bis 1996 Parlamentarischer Geschäftsführer der CDU-Fraktion. Ab März 1996 bekleidete er die Funktion als Schatzmeister der CDU-Landtagsfraktion. Mit Ablauf der 13. Wahlperiode (2001–2006), die er als Alterspräsident des Landtages eröffnet hatte, schied er aus dem Parlament aus.
Neben seiner parteipolitischen und parlamentarischen Laufbahn war Kurz unter anderem Mitglied der Vertreterversammlung der Bundesversicherungsanstalt für Angestellte und dort Mitglied des Haushalts- und Finanzausschusses, Vorsitzender des Beirats beim ifm-Institut für Mittelstandsforschung an der Universität Mannheim sowie stellvertretender Vorsitzender des Fördervereins des ifm und Vorsitzender des Fördervereins Paulinenpflege e. V. in Winnenden. Zudem war er bis Oktober 2006 Vorsitzender des Bundes der Selbständigen. 2006 wurde Kurz Honorarkonsul der Republik Ungarn im ungarischen Konsulat in Stuttgart.
Rolf Kurz war verheiratet und hatte vier Söhne.

## Ehrungen und Auszeichnungen
- 1988: Bundesverdienstkreuz am Bande
- 1997: Bundesverdienstkreuz 1. Klasse
- 2006: Verdienstmedaille des Landes Baden-Württemberg
- 1990: Goldene Ehrennadel des Baden-Württembergischen Handwerkstages
- 2006: Goldene Ehrennadel des Deutschen Genossenschaftsverbandes
- 2015: Kommandeur des Ungarischen Verdienstordens[4]